# Devadatta podolestoides
Devadatta podolestoides är en trollsländeart. Devadatta podolestoides ingår i släktet Devadatta och familjen Amphipterygidae.

## Underarter
Arten delas in i följande underarter:
- D. p. basilanensis
- D. p. podolestoides